# Чоудхури, Кирти Нараян
Кирти Нараян Чаудхури (род. 8 сентября 1934, Калькутта) — индийский историк, писатель, художник, кинорежиссёр. Сын индийского писателя Нирада Чаудхури.
Большую часть взрослой жизни провёл путешествуя и работая на Ближнем Востоке, в Северной Африке, Южной Америке и Европе.
Является членом Британской академии и Европейской академии.
Занимает 58-е место в списке «100 лучших ныне живущих гениев» газеты Daily Telegraph.
Он автор нескольких исторических монографий, более 30-ти художественных книг и режиссёр 12-ти художественных фильмов.

## Важнейшие исторические труды
- The English East India Company; the Study of an Early Joint-Stock Company, 1600—1640. London: F. Cass, 1965. Reviewed in: Bulletin of the School of Oriental and African Studies.
- The Economic Development of India under the East India Company 1814—1858; a Selection of Contemporary Writings. Cambridge University Press, 1971. Reviewed in: The Journal of Asian Studies.
- The Trading World of Asia and the English East India Company, 1660—1760. Cambridge; New York: Cambridge University Press, 1978.
- With Clive Dewey (eds). Economy and Society: Essays in Indian Economic and Social History. Delhi; New York: Oxford University Press, 1979. Reviewed in: The Journal of Asian Studies.
- Trade and Civilisation in the Indian Ocean: An Economic History from the Rise of Islam to 1750. Cambridge; New York: Cambridge University Press, 1985.